# Озерця (Ратнівське лісомисливське господарство)
Озе́рця — гідрологічний заказник місцевого значення в Україні. Об'єкт розташований на території Самарівської сільської громади Ковельського району Волинської області, неподалік від с. Язавні.
Перебуває у користуванні ДП «Ратнівське ЛМГ» (Гірницьке лісництво, кв. 18, 19, 28, 29, 38). 
Площа — 661 га, статус отриманий у 1993 році.
Статус надано з метою охорони та збереження у природному стані озер льодовикового походження: Велика Близна (площа 23,7 га, середня глибина 1,5 м., максимальна – 6,4 м.) та Мала Близна (площа 9,0 га, середня глибина - 1,5 м, максимальна – 4,9 м.), що мають піщані береги та чисту поверхню плеса.
Решту території заказника становлять вологі субори – сосново-ялинові і вільхово-березові ліси 1–2 бонітету віком 80–100 років. У підліску зростають ліщина звичайна (Corylus avellana), крушина ламка (Frangula alnus), у трав'яному ярусі - орляк звичайний (Pteridium aquilinum), багно болотяне (Ledum palustre), журавлина болотяна (Vaccinium oxycoccos), чорниця (Vaccinium myrtillus). 
Фауна заказника представлена багатьма видами водоплавних і навколоводних птахів, плазунів, земноводних, ссавців, в озерах трапляються щука (Esox lucius), короп (Cyprinus carpio), окунь (Perca fluviatilis).

## Галерея

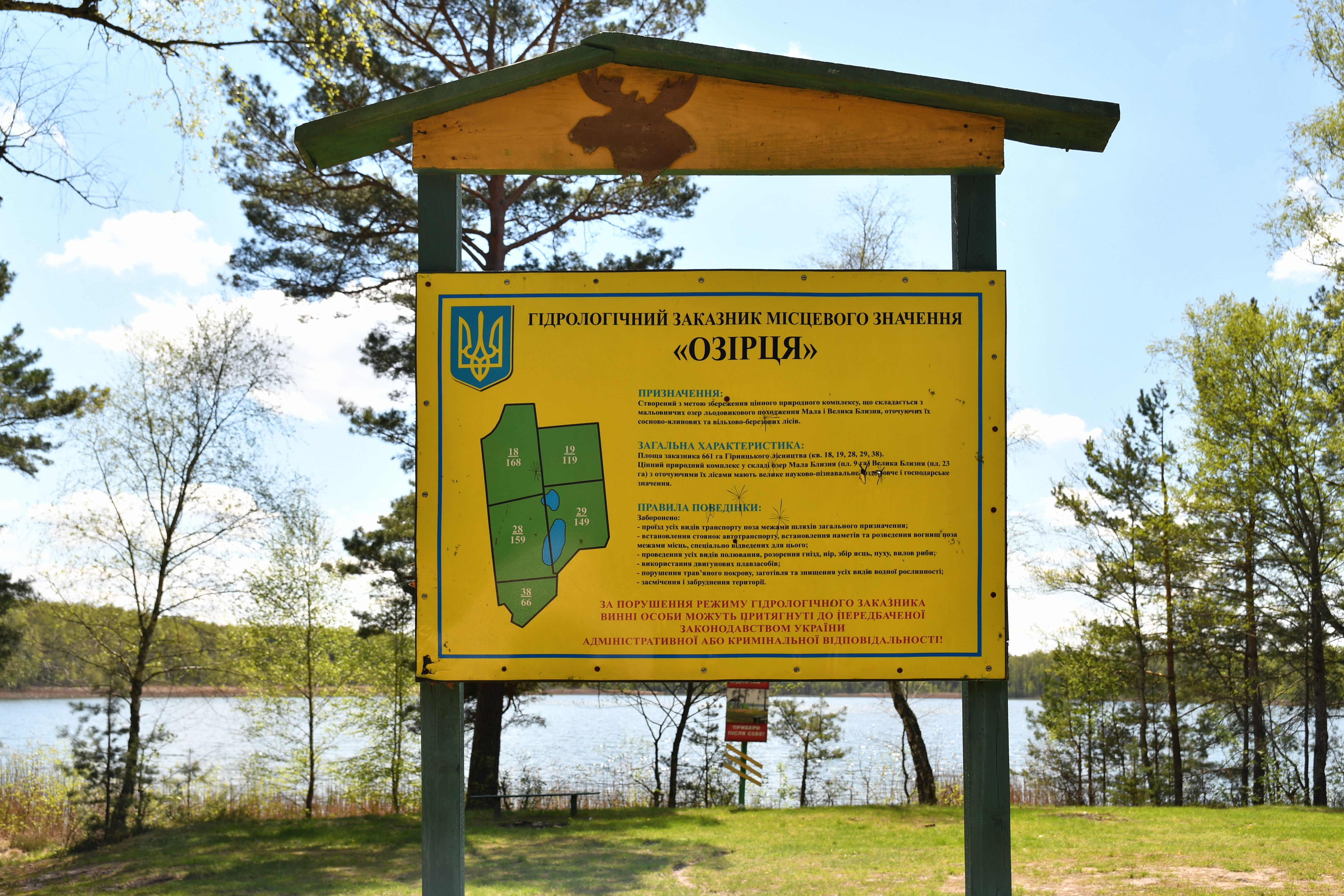
Інформаційна дошка
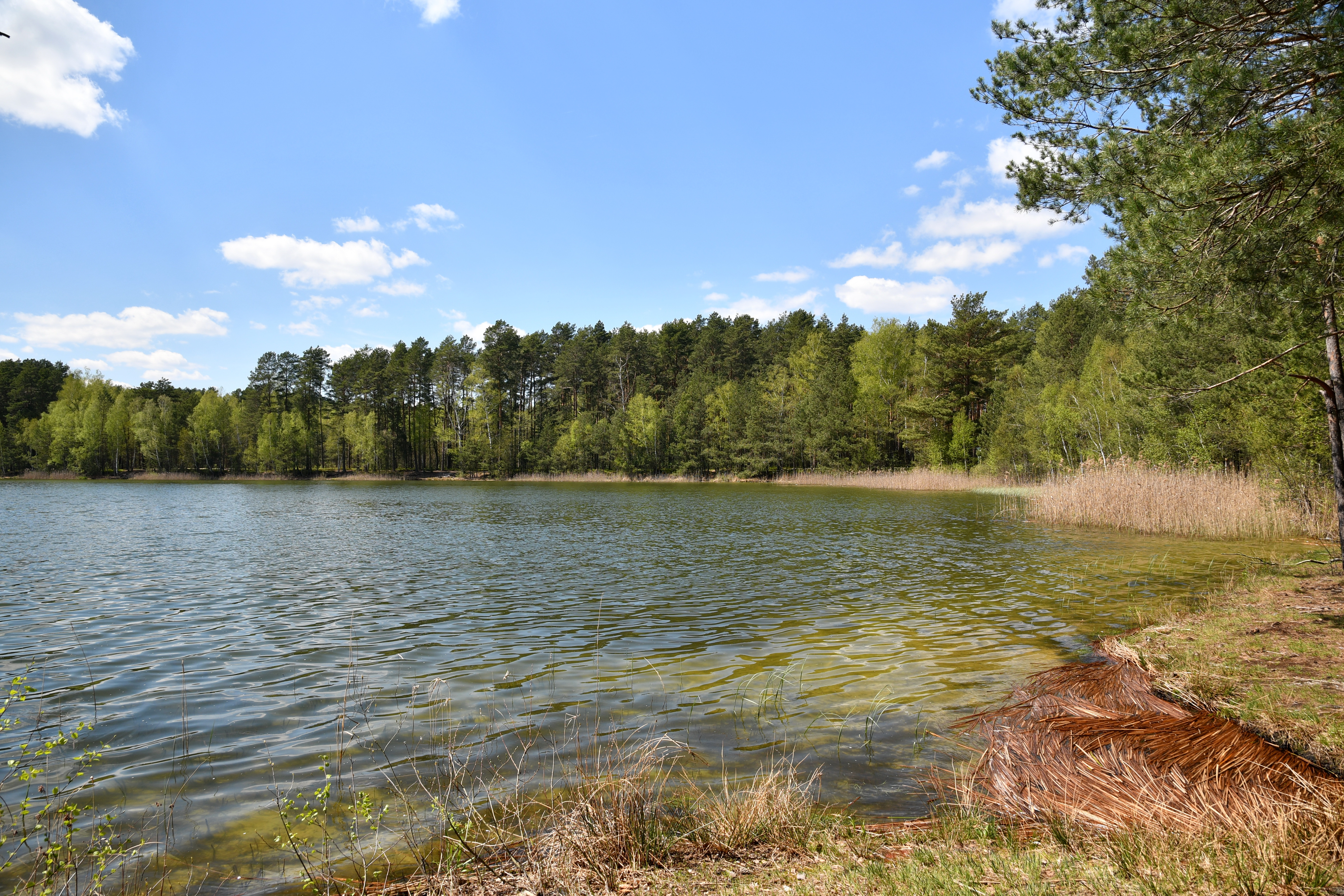
Озеро Велика Близна - північний берег
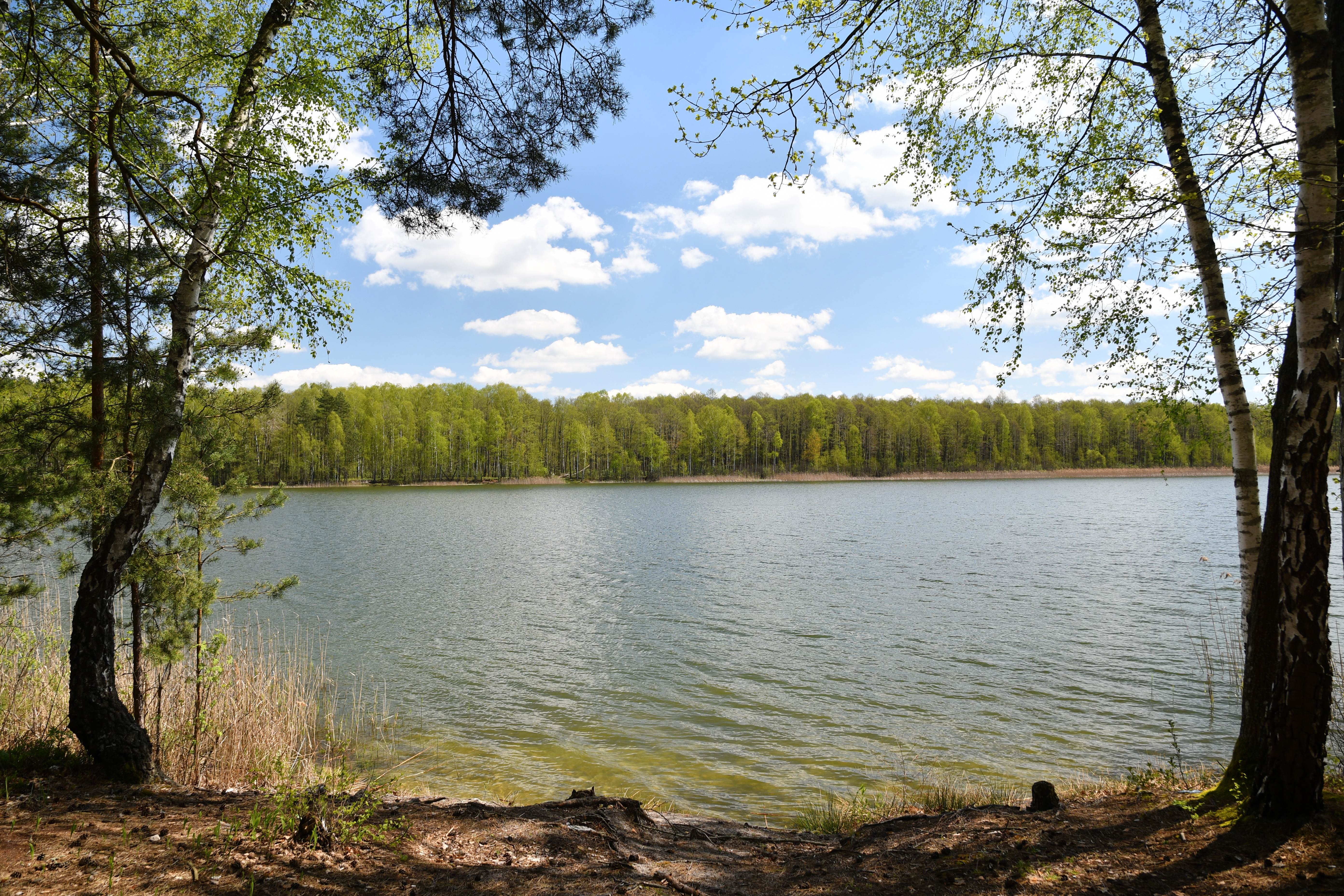
Озеро Велика Близна - вигляд із західного берега
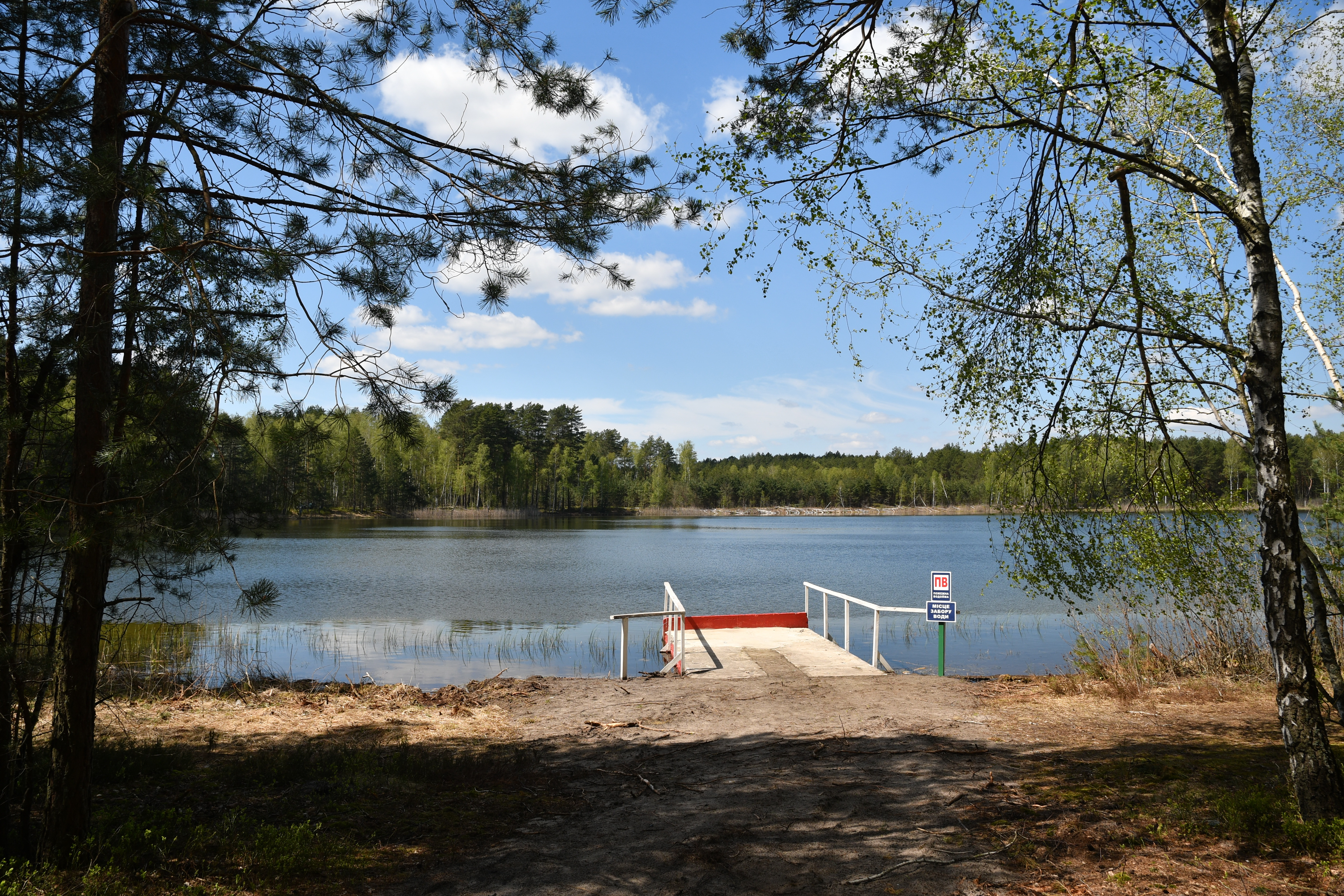
Озеро Мала Близна - вигляд з південно-західного берега
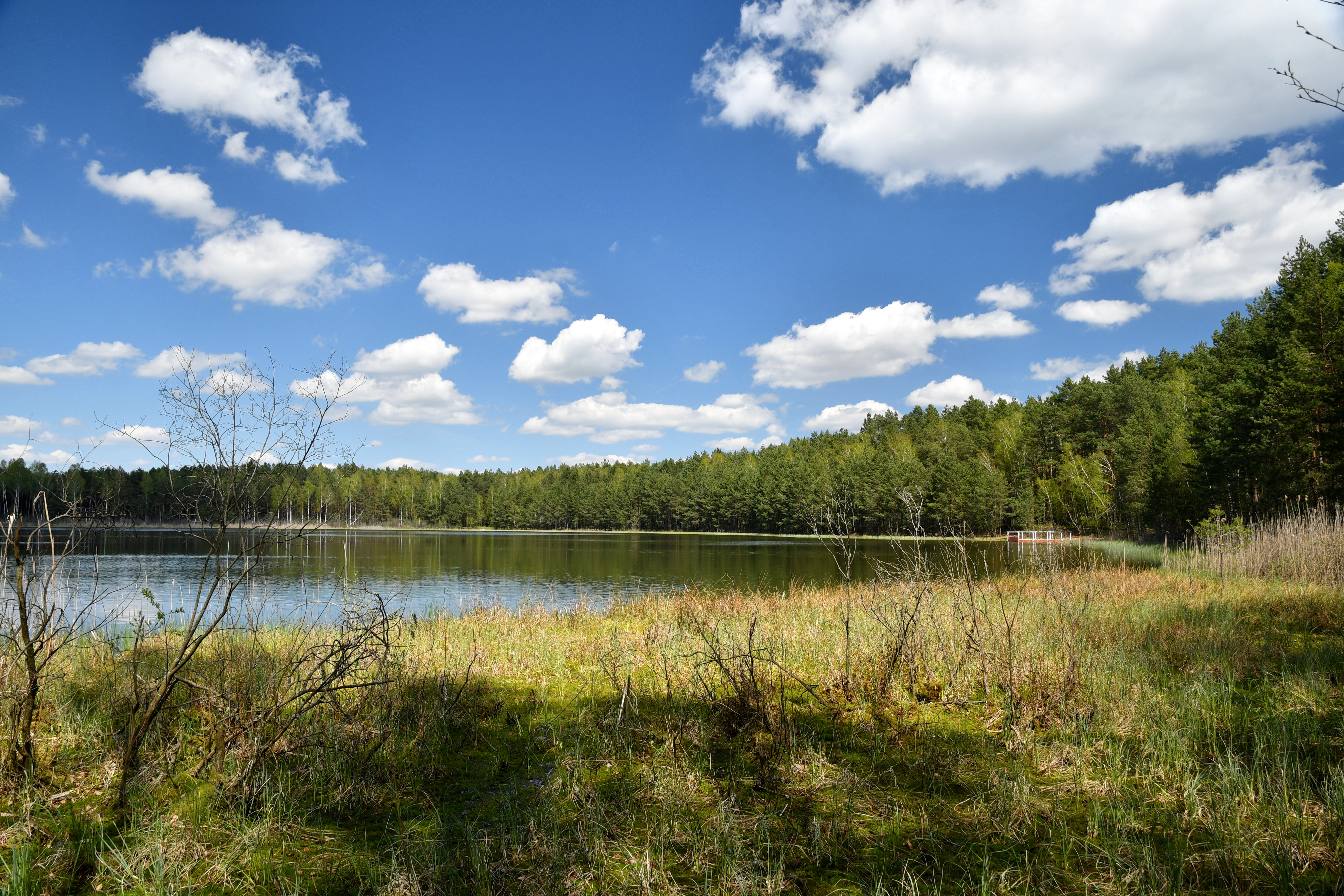
Озеро Мала Близна - вигляд з південного берега
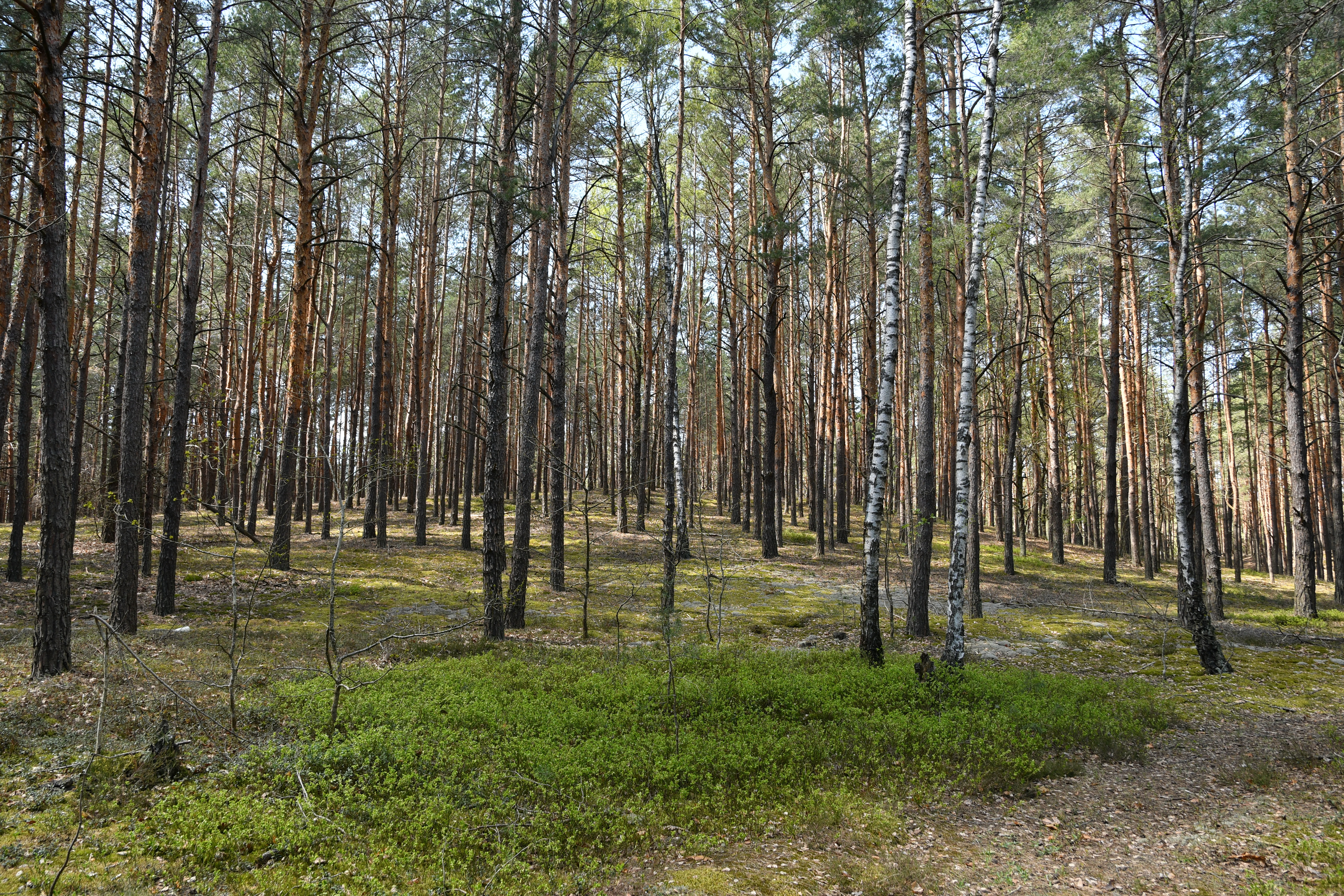
Ліс у західній частині заказника